# 水野節夫
水野 節夫（みずの せつお、1948年 - ）は、日本の社会学者、法政大学教授である。

## 来歴
広島県呉市出身。1972年東京大学文学部卒業。1978年東京大学大学院社会学研究科博士課程後期中退。埼玉大学教養学部非常勤講師、東京水産大学非常勤講師、カリフォルニア大学バークレー校パーソナリティー評価・調査研究所客員研究員、東京大学教養学部非常勤講師などを経て、現在は法政大学社会学部教授。

## 単著
- 『事例分析への挑戦―‘個人'現象への事例媒介的アプローチの試み―』水野節夫著、2000年

## その他主な業績
- 『ヴェーバー・デュルケム・日本社会―社会学の古典と現代―』相関社会科学有志編、ハーベスト社、2000年、63～128頁
- 『ライフヒストリーの社会学』中野卓、桜井厚編、弘文堂、1995年、137～166頁
- 『社会学の歴史的展開』宮島喬、矢島修二郎、庄司興吉編、サイエンス社、1986年、147～208頁
- 『グラウンデッド・セオリー　バーニー・グレーザーの哲学・方法・実践』水野節夫監訳、ミネルヴァ書房、2017年
- 『社会学への招待』ピーター・L・バーガー著、水野 節夫、村山研一訳、筑摩書房、2017年